# New Durham
New Durham és una població dels Estats Units a l'estat de Nou Hampshire. Segons el cens del 2007 tenia 2.529 habitants.

## Demografia
Segons el cens del 2000, New Durham tenia 2.220 habitants, 819 habitatges, i 630 famílies. La densitat de població era de 20,6 habitants per km².
Dels 819 habitatges en un 36,1% hi vivien nens de menys de 18 anys, en un 67,2% hi vivien parelles casades, en un 4,9% dones solteres, i en un 23% no eren unitats familiars. En el 17% dels habitatges hi vivien persones soles el 5,6% de les quals corresponia a persones de 65 anys o més que vivien soles. El nombre mitjà de persones vivint en cada habitatge era de 2,71 i el nombre mitjà de persones que vivien en cada família era de 3,05.
Per edats la població es repartia de la següent manera: un 27,3% tenia menys de 18 anys, un 4,3% entre 18 i 24, un 32,8% entre 25 i 44, un 24,9% de 45 a 60 i un 10,7% 65 anys o més.
L'edat mediana era de 38 anys. Per cada 100 dones de 18 o més anys hi havia 106,5 homes.
La renda mediana per habitatge era de 52.270$ i la renda mediana per família de 52.941$. Els homes tenien una renda mediana de 35.574$ mentre que les dones 28.092$. La renda per capita de la població era de 22.139$. Entorn del 3,7% de les famílies i el 5,1% de la població estaven per davall del llindar de pobresa.